# 18027 Ґоккей
18027 Ґоккей (18027 Gokcay) — астероїд головного поясу, відкритий 18 травня 1999 року.
Тіссеранів параметр щодо Юпітера — 3,608.